# Landsberger Straße 430

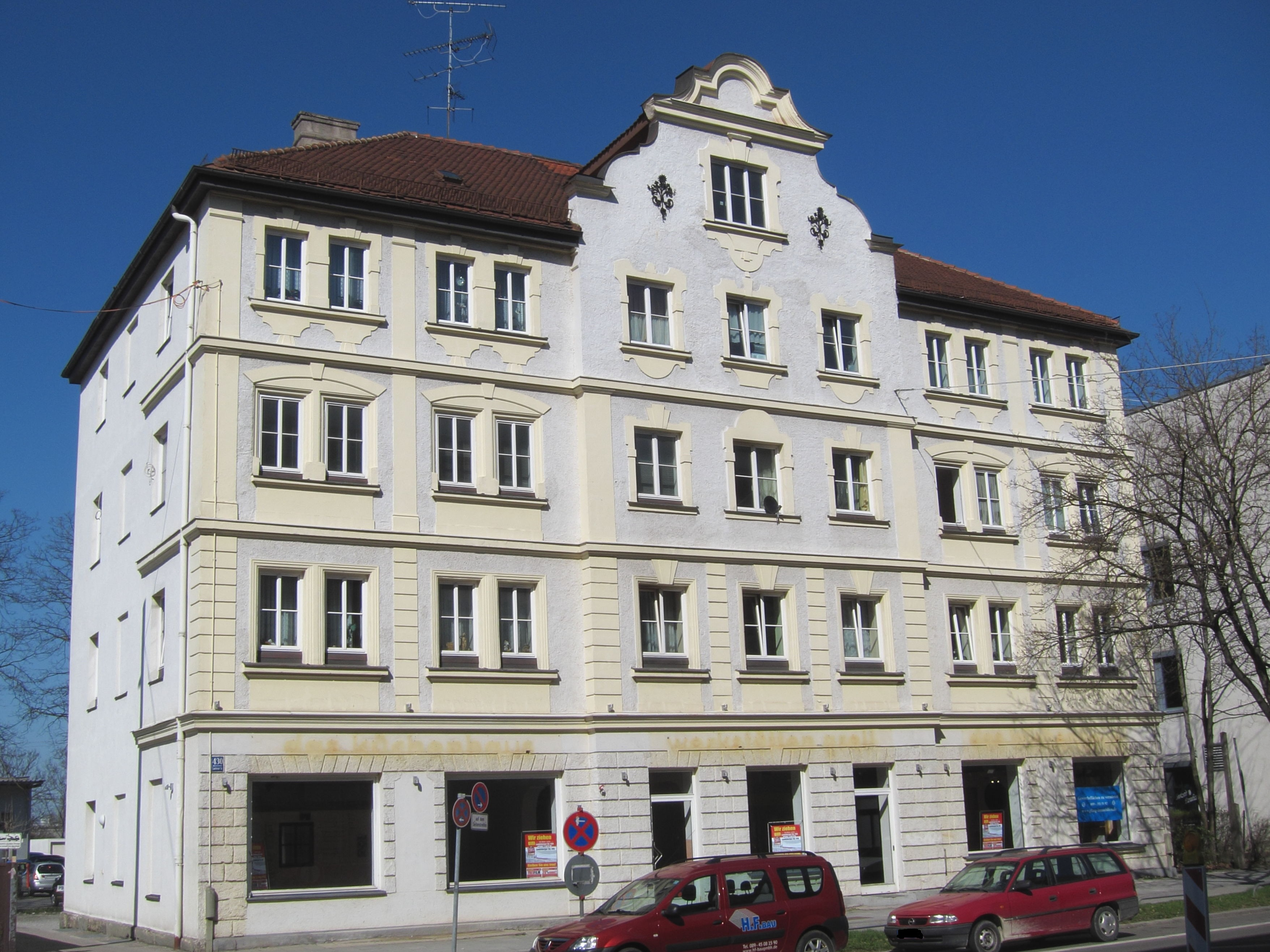
Wohnhaus Landsberger Straße 430 in München

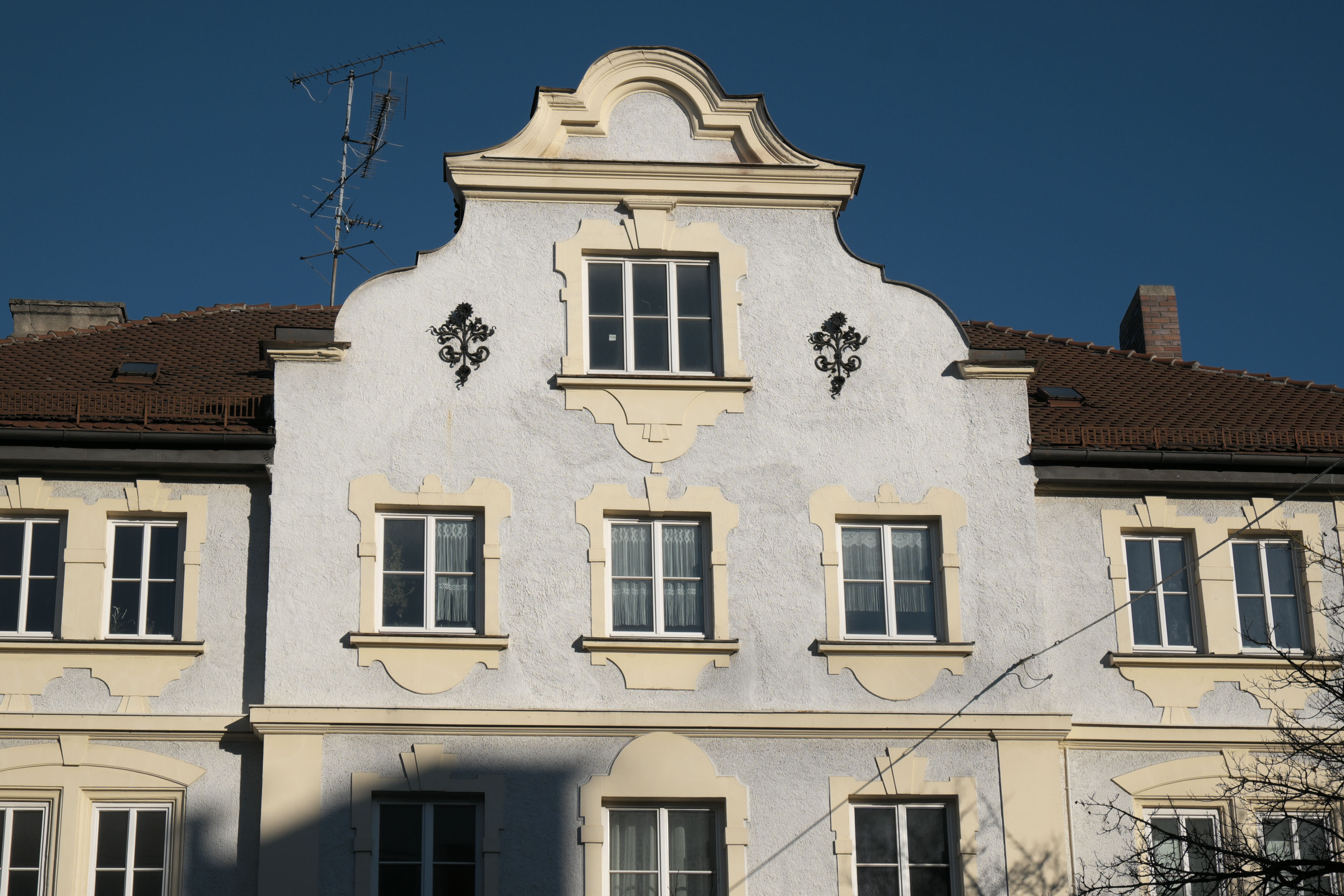
Schweifgiebel als Abschluss des Mittelrisalits

Das Gebäude Landsberger Straße 430 im Stadtteil Pasing der bayerischen Landeshauptstadt München wurde um 1900 errichtet. Das Wohnhaus in der Landsberger Straße ist als Baudenkmal in die Bayerische Denkmalliste eingetragen.
Das viergeschossige Gebäude im Stil des Neubarock besitzt einen höheren Mittelrisalit, der von einem Schweifgiebel abgeschlossen wird. Der Bau war ein Arbeitermietshaus inmitten einer industriellen Umgebung, die heute nicht mehr besteht. Die Fassadendekoration wurde leicht vereinfacht.  